# Moše Wertman
Moše Wertman (hebrejsky משה ורטמן‎, narozen 20. února 1924 – 2. říjen 2011) je izraelský politik a bývalý poslanec Knesetu za strany Ma'arach, Izraelská strana práce a opět Ma'arach.

## Biografie
Narodil se ve městě Tomaszów Lubelski v Polsku. V roce 1947 přesídlil do dnešního Izraele. Zapojil se do židovských jednotek Hagana a ve válce za nezávislost bojoval v izraelské armádě v západní Galileji.

## Politická dráha
V letech 1936–1939 byl v Polsku členem sionistické mládežnické organizace ha-Šomer ha-Ca'ir, Dror a později byl v hnutí Po'alej Cijon. Roku 1948 se vstoupil do strany Mapaj. Byl tajemníkem odborové organizace v Haifě v letech 1949–1955. V letech 1955–1959 byl ředitelem jednoho z oddělení při zaměstnanecké radě v Haifě, v jejímž sekretariátu zasedal v letech 1959–1969. V letech 1964–1974 byl tajemníkem strany Mapaj v regionu Haify, později (v letech 1969–1981) zasedal v ústředním výboru strany.
V izraelském parlamentu zasedl poprvé po volbách v roce 1965, do nichž šel za formaci Ma'arach. Mandát ovšem získal až dodatečně, v lednu 1966, jako náhradník. V průběhu volebního období dočasně přešel do samostatného poslaneckého klubu Strany práce, aby se pak opět vrátil do Ma'arach. Působil jako člen výboru pro záležitosti vnitra a výboru práce. Opětovně byl na kandidátce Ma'arach zvolen poslancem i ve volbách v roce 1969. Byl členem výboru pro ekonomické záležitosti, výboru pro záležitosti vnitra a výboru práce. Opětovně byl zvolen na kandidátce Ma'arach ve volbách v roce 1973. Nastoupil jako člen do parlamentního výboru pro záležitosti vnitra a životního prostředí, výboru pro zahraniční záležitosti a obranu, výboru House Committee, výboru finančního, výboru pro ústavu, právo a spravedlnost a výboru práce. Byl zároveň předsedou klubu koaličních poslanců a klubu poslanců Ma'arach. Ve volbách v roce 1977 mandát neobhájil.